# Archilochus
Archilochus je rod kolibříků, jehož dva zástupci obývají Severní a Střední Ameriku. Jméno Archilochus je odvozeno od jména starořeckého lyrického básníka z ostrova Paros, který žil kolem roku 650 př. n. l. Rod popsal roku 1854 Ludwig Reichenbach.

## Druhy
- kolibřík rubínohrdlý (Archilochus colubrus)
- kolibřík černobradý (Archilochus alexandri)